# Donald Somervell, Baron Somervell of Harrow
Donald Bradley Somervell, Baron Somervell of Harrow OBE PC KC (* 24. August 1889; † 18. November 1960) war ein britischer Politiker der Conservative Party und Jurist, der mehrere Jahre Abgeordneter im House of Commons sowie zuletzt als Lord of Appeal in Ordinary aufgrund des Appellate Jurisdiction Act 1876 als Life Peer auch Mitglied des House of Lords war. 1945 fungierte er kurzzeitig als Innenminister.

## Leben

### Rechtsanwalt und Unterhausabgeordneter
Somervell, dessen Vater zwischen 1887 und 1920 Konrektor (Assistant Master) und Finanzverwalter (Bursar) der Harrow School war, absolvierte nach dem Besuch der Harrow School zunächst ein Studium der Chemie am Magdalen College der University of Oxford, ehe er anschließend dort ein Studium der Rechtswissenschaften abschloss und im Anschluss 1916 seine anwaltliche Zulassung bei der Rechtsanwaltskammer (Inns of Court) von Inner Temple erhielt. Danach nahm er eine Tätigkeit als Barrister in der Anwaltskanzlei von William Jowitt auf, wo er sich insbesondere mit Fällen aus dem Handelsrecht befasste.
Für seine anwaltlichen Verdienste wurde Somervell, dem 1919 das Offizierskreuz des Order of the British Empire verliehen wurde, 1929 zum Kronanwalt (King’s Counsel) ernannt.
Nachdem er bei den Unterhauswahlen am 30. Mai 1929 als Kandidat der Conservative Party erfolglos im Wahlkreis Crewe antrat, wurde er bei der darauf folgenden Unterhauswahl vom 27. Oktober 1931 in diesem Wahlkreis zum Unterhausabgeordneten gewählt und vertrat bis zu den Wahlen am 5. Juli 1945 die Interessen der konservativen Tories im House of Commons.

### Solicitor General, Attorney General und Innenminister
Somervell, der 1933 sogenannter „Bencher“ der Anwaltskammer von Inner Temple wurde, wurde am 29. September 1933 als Nachfolger von Boyd Merriman von Premierminister Ramsay MacDonald zum Solicitor General für England und Wales ernannt und bekleidete dieses Amt auch in der darauf folgenden Regierung von Premierminister Stanley Baldwin bis zu seiner Ablösung durch Terence O’Connor am 18. März 1936. 1933 wurde er auch zum Knight Bachelor geschlagen und führte seither den Namenszusatz „Sir“.
Am 18. März 1936 ernannte ihn Premierminister Baldwin zum Nachfolger von Thomas Inskip als Generalstaatsanwalt (Attorney General) von England und Wales. Dieses Amt übte Somervell, der 1938 Privy Councillor wurde und zwischen 1940 und 1946 auch als Recorder (Stadtrichter) von Kingston upon Thames tätig war, bis zu seiner Ablösung durch David Maxwell Fyfe am 25. Mai 1945.
Im Anschluss wurde Somervell von Premierminister Winston Churchill am 25. Mai 1945 als Nachfolger von Herbert Stanley Morrison zum Innenminister (Home Secretary) in dessen Kabinett berufen. Das Amt des Innenministers bekleidete er jedoch nur kurzzeitig bis durch Clement Attlee nach der Unterhauswahl am 5. Juli 1945 eine neue Regierung der Labour Party gebildet wurde und James Chuter-Ede neuer Innenminister wurde.

### Lordrichter und Oberhausmitglied
Somervell, der zwischen 1945 und 1950 Trustee der Tate Gallery war, wurde 1946 zum Richter (Lord Justice of Appeal) am Court of Appeal berufen, dem für England und Wales zuständigen Appellationsgericht, an dem er bis 1954 tätig war. Während dieser Zeit war er außerdem von 1947 bis 1953 Vorsitzender des Verwaltungsrates (Board of Governors) der Harrow School.
Durch ein Letters Patent vom 4. Oktober 1954 wurde Somervell aufgrund des Appellate Jurisdiction Act 1876 als Life Peer mit dem Titel Baron Somervell of Harrow, of Ewelme in the County of Oxford, zum Mitglied des House of Lords in den Adelsstand berufen und wirkte bis zu seinem Eintritt in den Ruhestand am 6. Januar 1960 als Lordrichter (Lord of Appeal in Ordinary).